# Utzerath

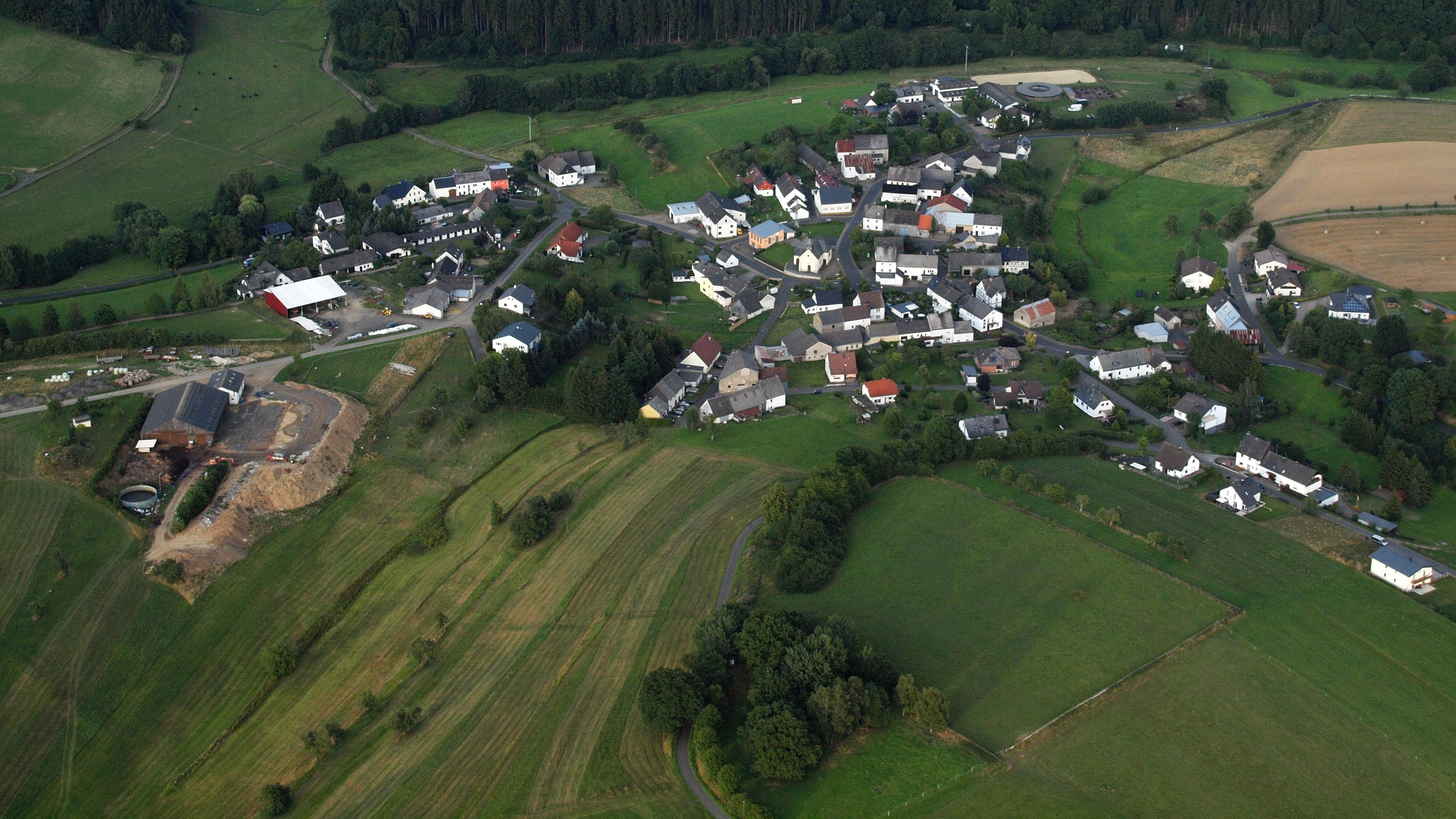
Utzerath, Luftaufnahme (2015)

Utzerath ist eine Ortsgemeinde im Landkreis Vulkaneifel in Rheinland-Pfalz. Sie gehört der Verbandsgemeinde Daun an.

## Geographie
Die Gemeinde liegt im Naturpark Vulkaneifel sowie teilweise im Landschaftsschutzgebiet „Zwischen Ueß und Kyll“. Zu Utzerath gehören auch die Wohnplätze Aspelnhof, Auf Thommen, Bahnhof Utzerath, Birkenhof, Fachklinik Thommen und Tannenhof.

## Politik

### Bürgermeister
Melanie Lefebre wurde 2024 Ortsbürgermeisterin von Utzerath.
Ihr Vorgänger war Erhard Annen, der das Amt von 2004 bis 2024 ausübte.

### Wappen
| Wappen von Utzerath | Blasonierung: „Schildhaupt von oben links, nach unten schrägrechts hälftig geteilt. Im rechten silbernen Schildteil ein Antoniuskreuz mit Pilger-Glöckchen in Rot, im linken grünen Schildteil eine silberne Axt und ein silbernes Eichenblatt.“ |
| Wappen von Utzerath | |

### Name
Der Name des Dorfes in der örtlichen Mundart lautet Udsat.
Utzerath hieß noch 1518 „Otzenrode“. Die Endsilbe des Ortsnamens „rode“ deutet darauf hin, dass der Ort Utzerath seiner Zeit durch eine Rodung entstanden ist. Betrachtet man die geschützte Lage des Ortes, weitgehend von Wald eingekesselt, ist dies heute noch gut vorstellbar. Auf diese Entstehung sollen die silberne Axt und das silberne Eichenblatt im grünen Wappenteil hinweisen. Orts-/Schutzpatron der Ortsgemeinde Utzerath ist der heilige Antonius. Sein Attribut das Antoniuskreuz, hier mit zwei Pilger-Glöckchen behangen. Dargestellt in der Farbe rot, befindet es sich im linken silbernen Wappenteil.

## Verkehr
Der Ost an der Eifelquerbahn (Andernach-Mayen-Kaisersesch-Daun-Gerolstein), auf welcher derzeit jedoch kein SPNV stattfindet, zuletzt fand Nur touristischer Verkehr durch die Vulkaneifelbahn Betriebsgesellschaft (VEB) statt.